# Rathlin
Rathlin (engelsk Rathlin Island, irsk Reachlainn) er en ø ud for nordvestkysten af øen Irland. Den ligger i County Antrim i Nordirland, omkring seks kilometer fra kysten 0g kun 25 km fra Skotland. Rathlin er Irlands nordligst beboede ø,  der ved folketællingen i 2001 havde 75 indbyggere.
Øen har en karakteristisk L-form, fra vest til øst er der 7 km, og fra nord til syd 4 km. Øen har et af Nordirlands 43 specielle fredede områder for flora og fauna (Special Areas of Conservation), fuglereservatet Kebbie med et 70 m højt fuglefjeld og klippeformationer. 30 forskellige fuglearter yngler på Rathlin, blandt andet ride, lunde og alk. Øen er næsten træløs og bevokset med lyng. 

## Turisme
Der er flere gange daglig forbindelse med en bilfærge (10 km, 45 min.) mellem Ballycastle og øens havn, Church Bay. Om sommeren tilbydes der overfarter med hurtigbåde. Overnatning er mulig; der er ca. 30 senge på øen. 
De ca. 70 indbyggere lever af at fange (krabber), fiskeri og af salg af kunsthåndværk (keramik og smykker. I maj og august har turistinformationen i Boathouse Visitor Center i Church Bay åbent. Der er muligheder for vandreture mod nordøst til East Lighthouse, mod syd langs stranden til sælbankerne Rue Point eller mod vest til fugleområdet Bull Point. Der er endvidere muligheder for busture og  leje af cykler.

## Historie
På kalksten- og basaltøen er der gennem tiderne oprettet gravhøje, monoliter, jættestuer, kirker og borge.
- 795 blev øen angrebet af vikingerne ved Church Bay, hvor de plyndrede et kloster. Ved stedet, hvor klostret lå, ligger der en kirke. For 300 år siden fandt man i nærheden af kirken vikingegrave, en skat af irsk-nordiske mønter og en sølvbroche fra 800-tallet. Der findes i dag skriftlige beviser for, at vikingerne angreb øen i 795. I en irsk kilde står: Loscad Rechrainne o geinnti; ”Rathlin afbrændes af hedninge”.
- 1306 flygtede Robert 1. af Skotland. Efter at være blevet besejret overvintrede han på Rathlin Castle, hvor han blev inspireret til at genoptage kampen for Skotland.
- 1575 angreb engelske styrker Rathlin Castle. På trods af forsvarernes overgivelse dræbte de 200 soldater og 400 civile mænd, kvinder og børn. Angrebet er kendt som "Rathlin Island Massacre".
- 1845 forlod 500 mennesker øen og udvandrede til USA.
- 1898 eksperimenterede den italienske fysiker og radiotekniker Guglielmo Marconi på øen. Han var én af radiotelegrafiens pionérer.

- Rathlin Island set fra fastlandet
- Øens færge
- Rue Point på den sydlige del
- Rathlin
- Øens færge i Ballycastle